# Canton d'Avesnes-le-Comte
Le canton d'Avesnes-le-Comte est une circonscription électorale française située dans le département du Pas-de-Calais et la région Hauts-de-France.
À la suite du redécoupage cantonal de 2014, les limites territoriales du canton sont remaniées. Le nombre de communes du canton passe de 31 à 108.

## Géographie

Le Canton d'Avesnes-le-Comte dans l'arrondissement d'Arras

Ce canton est organisé autour d'Avesnes-le-Comte dans l'arrondissement d'Arras. Son altitude varie de 72 m (Rebreuve-sur-Canche) à 178 m (Saulty) pour une altitude moyenne de 137 m.

## Histoire
Jusqu'à la disparition, en 1926, de l'arrondissement de Saint-Pol, le canton d'Avesnes-le-Comte appartenait à cet arrondisement.

## Représentation

### Conseillers d'arrondissement (de 1833 à 1940)
Le canton d'Avesnes-le-Comte avait deux conseillers d'arrondissement au XIXe siècle.
| Période                                  | Période      | Identité                                | Étiquette               | Qualité |
| ---------------------------------------- | ------------ | --------------------------------------- | ----------------------- | --- |
| 1833                                     |              | Jean-Baptiste Petit de Bryas            | Républicain modéré      | Fermier, maire de Magnicourt-sur-Canche                                                                     |
| 1833                                     |              | Henry Delambre                          |                         | Propriétaire, maire de Noyellette                                                                           |
|                                          |              |                                         |                         | |
| av.1892                                  | 1912 (décès) | Florent Dubois (1838-1912)              | Républicain             | Propriétaire, agriculteur, maire d'Avesnes-le-Comte                                                         |
| 1912                                     | 1919         | Léon Philippe Blasart (1846-1926)       | Républicain             | Pharmacien à Avesnes-le-Comte                                                                               |
| 1919                                     | 1925 (décès) | Henri Louis Joseph Bouillet (1854-1925) | Républicain             | Propriétaire à Rebreuviette                                                                                 |
| 16 novembre 1925                         | 1931         | Fernand Jessenne                        | Républicain indépendant | Commerçant                                                                                                  |
| 1931                                     | 1940         | Charles Bouillet                        | FR                      | Propriétaire agriculteur à Rebreuviette                                                                     |
| 1940                                     |              |                                         |                         | Les conseils d'arrondissement ont été suspendus par la loi du 12 octobre 1940 et n'ont jamais été réactivés |
| Les données manquantes sont à compléter. |              |                                         |                         | |

### Conseillers généraux de 1833 à 2015
| Période | Période      | Identité                        | Étiquette    | Qualité                                                                  |
| ------- | ------------ | ------------------------------- | ------------ | ------------------------------------------------------------------------ |
| 1833    | 1848         | Henri Billet (1792-?)           |              | Avocat, conseiller municipal d'Arras                                     |
| 1848    | 1867         | Frédéric de Richoufftz de Manin | Droite       | Propriétaire du château Maire de Manin (1852-1871)                       |
| 1867    | 1873 (décès) | Alexandre Deruelle              |              | Juge de paix, notaire, maire de Sus-Saint-Léger                          |
| 1873    | 1880         | Ludovic de Richoufftz de Manin  | Droite       | Chef de cabinet du Préfet du Pas-de-Calais Maire de Manin                |
| 1880    | 1883         | Hector Leplant                  | Républicain  | Propriétaire à Avesnes-le-Comte                                          |
| 1883    | 1926 (décès) | Amédée Petit                    | Républicain  | Avocat puis magistrat Propriétaire du château de Magnicourt-sur-Canche   |
| 1926    | 1940         | Charlemagne Brocq               | URD          | Brasseur Maire d'Avesnes-le-Comte Nommé conseiller départemental en 1943 |
|         |              |                                 |              |                                                                          |
| 1945    | 1955         | Jules-Henri Brocq               | RPF puis DVD | Brasseur Conseiller municipal d'Avesnes-le-Comte                         |
| 1955    | 1967         | Philémon Colau                  | app. SFIO    | Médecin Maire d'Houvin-Houvigneul                                        |
| 1967    | 2004         | Louis Petit                     | CD puis UDF  | Antiquaire et agent d'assurances Maire d'Avesnes-le-Comte                |
| 2004    | 2015         | Jean-Pierre Defontaine          | PRG          | Directeur commercial Député de 1978 à 1986 et de 1988 à 2007             |

### Représentation à partir de 2015
| Période élective | Période élective | Mandat | Mandat   | Identité            | Nuance | Nuance | Qualité                                                                                                   |
| ---------------- | ---------------- | ------ | -------- | ------------------- | ------ | ------ | --- |
| 2015             | 2021             | 2015   | 2021     | Maryse Delassus     |        | LR     | Agricultrice, conseillère municipale de Tincques                                                          |
| 2015             | 2021             | 2015   | 2021     | Michel Petit        |        | LR     | Pharmacien, maire de Berles-au-Bois Ancien conseiller général du Canton de Beaumetz-les-Loges (1998-2015) |
| 2021             | 2028             | 2021   | en cours | Maryse Delassus     |        | LR     | Conseillère sortante                                                                                      |
| 2021             | 2028             | 2021   | en cours | Sébastien Henquenet |        | DVD    | Agriculteur Maire de Famechon                                                                             |

### Résultats détaillés

#### Élections de mars 2015
À l'issue du 1er tour des élections départementales de 2015, trois binômes sont en ballottage : Maryse Delassus et Michel Petit (Union de la Droite, 38,1 %), Émilie Baudouin et Jean-Pierre D'Hollander (FN, 35,78 %) et Yann Desaulty et Lysiane Prevost (Union de la Gauche, 26,12 %). Le taux de participation est de 61,4 % (18 451 votants sur 30 049 inscrits) contre 51,81 % au niveau départemental et 50,17 % au niveau national.
Au second tour, Maryse Delassus et Michel Petit (Union de la Droite) sont élus avec 58,12 % des suffrages exprimés et un taux de participation de 59,75 % (9 287 voix pour 17 956 votants et 30 052 inscrits).

#### Élections de juin 2021
Le premier tour des élections départementales de 2021 est marqué par un très faible taux de participation (33,26 % au niveau national). Dans le canton d'Avesnes-le-Comte, ce taux de participation est de 45,08 % (13 640 votants sur 30 259 inscrits) contre 35,19 % au niveau départemental. À l'issue de ce premier tour, deux binômes sont en ballottage : Maryse Delassus et Sébastien Henquenet (DVD, 31,92 %) et Barbara Carpentier et Gil Mocquant (RN, 24,84 %).
Le second tour des élections est marqué une nouvelle fois par une abstention massive équivalente au premier tour. Les taux de participation sont de 34,36 % au niveau national, 34,96 % dans le département et 44,05 % dans le canton d'Avesnes-le-Comte. Maryse Delassus et Sébastien Henquenet (DVD) sont élus avec 67,87 % des suffrages exprimés (8 186 voix pour 13 331 votants et 30 262 inscrits),,. 

## Composition

### Composition avant 2015
Le canton d'Avesnes-le-Comte regroupait 31 communes.
| Nom                          | Code Insee | Codepostal | Superficie (km2) | Population (dernière pop. légale) | Densité (hab./km2) |
| ---------------------------- | ---------- | ---------- | ---------------- | --------------------------------- | ------------------ |
| Avesnes-le-Comte (chef-lieu) | 62063      | 62810      | 9,38             | 2 028 (2012)                      | 216                |
| Barly                        | 62084      | 62810      | 6,15             | 221 (2012)                        | 36                 |
| Bavincourt                   | 62086      | 62158      | 7,54             | 382 (2012)                        | 51                 |
| Beaudricourt                 | 62091      | 62810      | 4,58             | 98 (2012)                         | 21                 |
| Beaufort-Blavincourt         | 62092      | 62810      | 7,98             | 429 (2012)                        | 54                 |
| Berlencourt-le-Cauroy        | 62111      | 62810      | 7,48             | 298 (2012)                        | 40                 |
| Canettemont                  | 62208      | 62270      | 1,79             | 68 (2012)                         | 38                 |
| Coullemont                   | 62243      | 62158      | 4,04             | 105 (2012)                        | 26                 |
| Couturelle                   | 62253      | 62158      | 2,10             | 99 (2012)                         | 47                 |
| Denier                       | 62266      | 62810      | 3,10             | 72 (2012)                         | 23                 |
| Estrée-Wamin                 | 62316      | 62810      | 5,20             | 173 (2012)                        | 33                 |
| Givenchy-le-Noble            | 62372      | 62810      | 2,52             | 147 (2012)                        | 58                 |
| Grand-Rullecourt             | 62385      | 62810      | 10,71            | 402 (2012)                        | 38                 |
| Hauteville                   | 62418      | 62810      | 4,06             | 315 (2012)                        | 78                 |
| Houvin-Houvigneul            | 62459      | 62270      | 8,66             | 232 (2012)                        | 27                 |
| Ivergny                      | 62475      | 62810      | 7,34             | 268 (2012)                        | 37                 |
| Lattre-Saint-Quentin         | 62490      | 62810      | 7,63             | 245 (2012)                        | 32                 |
| Liencourt                    | 62507      | 62810      | 3,36             | 279 (2012)                        | 83                 |
| Lignereuil                   | 62511      | 62810      | 2,92             | 150 (2012)                        | 51                 |
| Magnicourt-sur-Canche        | 62537      | 62270      | 4,57             | 106 (2012)                        | 23                 |
| Manin                        | 62544      | 62810      | 4,07             | 197 (2012)                        | 48                 |
| Noyellette                   | 62629      | 62123      | 2,02             | 181 (2012)                        | 90                 |
| Noyelle-Vion                 | 62630      | 62810      | 5,36             | 270 (2012)                        | 50                 |
| Rebreuve-sur-Canche          | 62694      | 62270      | 8,28             | 209 (2012)                        | 25                 |
| Rebreuviette                 | 62695      | 62270      | 8,42             | 280 (2012)                        | 33                 |
| Sars-le-Bois                 | 62778      | 62810      | 2,39             | 69 (2012)                         | 29                 |
| Saulty                       | 62784      | 62158      | 12,75            | 737 (2012)                        | 58                 |
| Sombrin                      | 62798      | 62810      | 6,61             | 246 (2012)                        | 37                 |
| Le Souich                    | 62802      | 62810      | 5,11             | 181 (2012)                        | 35                 |
| Sus-Saint-Léger              | 62804      | 62810      | 7,31             | 354 (2012)                        | 48                 |
| Warluzel                     | 62879      | 62810      | 4,02             | 247 (2012)                        | 61                 |

### Composition depuis 2015
Le nouveau canton d'Avesnes-le-Comte comprend 108 communes entières.
| Nom                                      | Code Insee | Intercommunalité             | Superficie (km2) | Population (dernière pop. légale) | Densité (hab./km2) | Modifier                                    |
| ---------------------------------------- | ---------- | ---------------------------- | ---------------- | --------------------------------- | ------------------ | ------------------------------------------- |
| Avesnes-le-Comte (bureau centralisateur) | 62063      | CC des Campagnes de l'Artois | 9,38             | 1 817 (2022)                      | 194                | modifier les données · modifier les données |
| Adinfer                                  | 62009      | CC des Campagnes de l'Artois | 6,19             | 283 (2022)                        | 46                 | modifier les données · modifier les données |
| Agnez-lès-Duisans                        | 62011      | CC des Campagnes de l'Artois | 7,30             | 635 (2022)                        | 87                 | modifier les données · modifier les données |
| Agnières                                 | 62012      | CC des Campagnes de l'Artois | 3,25             | 255 (2022)                        | 78                 | modifier les données · modifier les données |
| Ambrines                                 | 62027      | CC des Campagnes de l'Artois | 4,68             | 212 (2022)                        | 45                 | modifier les données · modifier les données |
| Amplier                                  | 62030      | CC des Campagnes de l'Artois | 8,71             | 303 (2022)                        | 35                 | modifier les données · modifier les données |
| Aubigny-en-Artois                        | 62045      | CC des Campagnes de l'Artois | 6,27             | 1 484 (2022)                      | 237                | modifier les données · modifier les données |
| Bailleul-aux-Cornailles                  | 62070      | CC des Campagnes de l'Artois | 6,82             | 267 (2022)                        | 39                 | modifier les données · modifier les données |
| Bailleulmont                             | 62072      | CC des Campagnes de l'Artois | 5,41             | 216 (2022)                        | 40                 | modifier les données · modifier les données |
| Bailleulval                              | 62074      | CC des Campagnes de l'Artois | 3,90             | 233 (2022)                        | 60                 | modifier les données · modifier les données |
| Barly                                    | 62084      | CC des Campagnes de l'Artois | 6,15             | 203 (2022)                        | 33                 | modifier les données · modifier les données |
| Basseux                                  | 62085      | CU d'Arras                   | 3,35             | 131 (2022)                        | 39                 | modifier les données · modifier les données |
| Bavincourt                               | 62086      | CC des Campagnes de l'Artois | 7,54             | 419 (2022)                        | 56                 | modifier les données · modifier les données |
| Beaudricourt                             | 62091      | CC des Campagnes de l'Artois | 4,58             | 98 (2022)                         | 21                 | modifier les données · modifier les données |
| Beaufort-Blavincourt                     | 62092      | CC des Campagnes de l'Artois | 7,98             | 404 (2022)                        | 51                 | modifier les données · modifier les données |
| Berlencourt-le-Cauroy                    | 62111      | CC des Campagnes de l'Artois | 7,48             | 273 (2022)                        | 36                 | modifier les données · modifier les données |
| Berles-au-Bois                           | 62112      | CC des Campagnes de l'Artois | 8,90             | 538 (2022)                        | 60                 | modifier les données · modifier les données |
| Berles-Monchel                           | 62113      | CC des Campagnes de l'Artois | 8,33             | 487 (2022)                        | 58                 | modifier les données · modifier les données |
| Berneville                               | 62115      | CC des Campagnes de l'Artois | 5,63             | 475 (2022)                        | 84                 | modifier les données · modifier les données |
| Béthonsart                               | 62118      | CC des Campagnes de l'Artois | 4,21             | 150 (2022)                        | 36                 | modifier les données · modifier les données |
| Bienvillers-au-Bois                      | 62130      | CC des Campagnes de l'Artois | 7,39             | 665 (2022)                        | 90                 | modifier les données · modifier les données |
| Blairville                               | 62135      | CC des Campagnes de l'Artois | 4,60             | 306 (2022)                        | 67                 | modifier les données · modifier les données |
| Boiry-Saint-Martin                       | 62146      | CU d'Arras                   | 3,50             | 258 (2022)                        | 74                 | modifier les données · modifier les données |
| Boiry-Sainte-Rictrude                    | 62147      | CU d'Arras                   | 5,81             | 386 (2022)                        | 66                 | modifier les données · modifier les données |
| Camblain-l'Abbé                          | 62199      | CC des Campagnes de l'Artois | 5,61             | 681 (2022)                        | 121                | modifier les données · modifier les données |
| Cambligneul                              | 62198      | CC des Campagnes de l'Artois | 4,69             | 347 (2022)                        | 74                 | modifier les données · modifier les données |
| Canettemont                              | 62208      | CC des Campagnes de l'Artois | 1,79             | 68 (2022)                         | 38                 | modifier les données · modifier les données |
| Capelle-Fermont                          | 62211      | CC des Campagnes de l'Artois | 2,96             | 221 (2022)                        | 75                 | modifier les données · modifier les données |
| La Cauchie                               | 62216      | CC des Campagnes de l'Artois | 2,20             | 210 (2022)                        | 95                 | modifier les données · modifier les données |
| Chelers                                  | 62221      | CC des Campagnes de l'Artois | 8,04             | 244 (2022)                        | 30                 | modifier les données · modifier les données |
| Couin                                    | 62242      | CC des Campagnes de l'Artois | 5,82             | 79 (2022)                         | 14                 | modifier les données · modifier les données |
| Coullemont                               | 62243      | CC des Campagnes de l'Artois | 4,04             | 116 (2022)                        | 29                 | modifier les données · modifier les données |
| Couturelle                               | 62253      | CC des Campagnes de l'Artois | 2,10             | 76 (2022)                         | 36                 | modifier les données · modifier les données |
| Denier                                   | 62266      | CC des Campagnes de l'Artois | 3,10             | 93 (2022)                         | 30                 | modifier les données · modifier les données |
| Duisans                                  | 62279      | CC des Campagnes de l'Artois | 10,72            | 1 393 (2022)                      | 130                | modifier les données · modifier les données |
| Estrée-Wamin                             | 62316      | CC des Campagnes de l'Artois | 5,20             | 218 (2022)                        | 42                 | modifier les données · modifier les données |
| Famechon                                 | 62322      | CC des Campagnes de l'Artois | 4,61             | 111 (2022)                        | 24                 | modifier les données · modifier les données |
| Ficheux                                  | 62332      | CU d'Arras                   | 5,83             | 497 (2022)                        | 85                 | modifier les données · modifier les données |
| Foncquevillers                           | 62341      | CC du Sud Artois             | 9,30             | 393 (2022)                        | 42                 | modifier les données · modifier les données |
| Fosseux                                  | 62347      | CC des Campagnes de l'Artois | 5,43             | 126 (2022)                        | 23                 | modifier les données · modifier les données |
| Frévillers                               | 62362      | CC des Campagnes de l'Artois | 5,07             | 239 (2022)                        | 47                 | modifier les données · modifier les données |
| Frévin-Capelle                           | 62363      | CC des Campagnes de l'Artois | 3,59             | 393 (2022)                        | 109                | modifier les données · modifier les données |
| Gaudiempré                               | 62368      | CC des Campagnes de l'Artois | 6,26             | 213 (2022)                        | 34                 | modifier les données · modifier les données |
| Givenchy-le-Noble                        | 62372      | CC des Campagnes de l'Artois | 2,52             | 152 (2022)                        | 60                 | modifier les données · modifier les données |
| Gommecourt                               | 62375      | CC du Sud Artois             | 3,35             | 87 (2022)                         | 26                 | modifier les données · modifier les données |
| Gouves                                   | 62378      | CC des Campagnes de l'Artois | 2,64             | 197 (2022)                        | 75                 | modifier les données · modifier les données |
| Gouy-en-Artois                           | 62379      | CC des Campagnes de l'Artois | 10,11            | 326 (2022)                        | 32                 | modifier les données · modifier les données |
| Grand-Rullecourt                         | 62385      | CC des Campagnes de l'Artois | 10,71            | 380 (2022)                        | 35                 | modifier les données · modifier les données |
| Grincourt-lès-Pas                        | 62389      | CC des Campagnes de l'Artois | 2,79             | 30 (2022)                         | 11                 | modifier les données · modifier les données |
| Habarcq                                  | 62399      | CC des Campagnes de l'Artois | 7,03             | 656 (2022)                        | 93                 | modifier les données · modifier les données |
| Halloy                                   | 62404      | CC des Campagnes de l'Artois | 3,40             | 196 (2022)                        | 58                 | modifier les données · modifier les données |
| Hannescamps                              | 62409      | CC des Campagnes de l'Artois | 3,17             | 200 (2022)                        | 63                 | modifier les données · modifier les données |
| Haute-Avesnes                            | 62415      | CC des Campagnes de l'Artois | 3,97             | 462 (2022)                        | 116                | modifier les données · modifier les données |
| Hauteville                               | 62418      | CC des Campagnes de l'Artois | 4,06             | 306 (2022)                        | 75                 | modifier les données · modifier les données |
| Hébuterne                                | 62422      | CC du Sud Artois             | 11,04            | 522 (2022)                        | 47                 | modifier les données · modifier les données |
| Hendecourt-lès-Ransart                   | 62425      | CC des Campagnes de l'Artois | 2,21             | 142 (2022)                        | 64                 | modifier les données · modifier les données |
| Hénu                                     | 62430      | CC des Campagnes de l'Artois | 4,38             | 151 (2022)                        | 34                 | modifier les données · modifier les données |
| La Herlière                              | 62434      | CC des Campagnes de l'Artois | 5,40             | 136 (2022)                        | 25                 | modifier les données · modifier les données |
| Hermaville                               | 62438      | CC des Campagnes de l'Artois | 6,32             | 532 (2022)                        | 84                 | modifier les données · modifier les données |
| Houvin-Houvigneul                        | 62459      | CC des Campagnes de l'Artois | 8,66             | 244 (2022)                        | 28                 | modifier les données · modifier les données |
| Humbercamps                              | 62465      | CC des Campagnes de l'Artois | 3,58             | 219 (2022)                        | 61                 | modifier les données · modifier les données |
| Ivergny                                  | 62475      | CC des Campagnes de l'Artois | 7,34             | 240 (2022)                        | 33                 | modifier les données · modifier les données |
| Izel-lès-Hameau                          | 62477      | CC des Campagnes de l'Artois | 8,51             | 740 (2022)                        | 87                 | modifier les données · modifier les données |
| Lattre-Saint-Quentin                     | 62490      | CC des Campagnes de l'Artois | 7,63             | 318 (2022)                        | 42                 | modifier les données · modifier les données |
| Liencourt                                | 62507      | CC des Campagnes de l'Artois | 3,36             | 301 (2022)                        | 90                 | modifier les données · modifier les données |
| Lignereuil                               | 62511      | CC des Campagnes de l'Artois | 2,92             | 140 (2022)                        | 48                 | modifier les données · modifier les données |
| Magnicourt-en-Comte                      | 62536      | CC des Campagnes de l'Artois | 9,86             | 645 (2022)                        | 65                 | modifier les données · modifier les données |
| Magnicourt-sur-Canche                    | 62537      | CC des Campagnes de l'Artois | 4,57             | 106 (2022)                        | 23                 | modifier les données · modifier les données |
| Maizières                                | 62542      | CC des Campagnes de l'Artois | 6,86             | 204 (2022)                        | 30                 | modifier les données · modifier les données |
| Manin                                    | 62544      | CC des Campagnes de l'Artois | 4,07             | 182 (2022)                        | 45                 | modifier les données · modifier les données |
| Mingoval                                 | 62574      | CC des Campagnes de l'Artois | 3,79             | 231 (2022)                        | 61                 | modifier les données · modifier les données |
| Monchiet                                 | 62578      | CC des Campagnes de l'Artois | 2,74             | 104 (2022)                        | 38                 | modifier les données · modifier les données |
| Monchy-au-Bois                           | 62579      | CC des Campagnes de l'Artois | 10,98            | 546 (2022)                        | 50                 | modifier les données · modifier les données |
| Mondicourt                               | 62583      | CC des Campagnes de l'Artois | 5,06             | 579 (2022)                        | 114                | modifier les données · modifier les données |
| Montenescourt                            | 62586      | CC des Campagnes de l'Artois | 5,08             | 444 (2022)                        | 87                 | modifier les données · modifier les données |
| Noyelle-Vion                             | 62630      | CC des Campagnes de l'Artois | 5,36             | 270 (2022)                        | 50                 | modifier les données · modifier les données |
| Noyellette                               | 62629      | CC des Campagnes de l'Artois | 2,02             | 156 (2022)                        | 77                 | modifier les données · modifier les données |
| Orville                                  | 62640      | CC des Campagnes de l'Artois | 11,95            | 350 (2022)                        | 29                 | modifier les données · modifier les données |
| Pas-en-Artois                            | 62649      | CC des Campagnes de l'Artois | 10,88            | 763 (2022)                        | 70                 | modifier les données · modifier les données |
| Penin                                    | 62651      | CC des Campagnes de l'Artois | 9,14             | 468 (2022)                        | 51                 | modifier les données · modifier les données |
| Pommera                                  | 62663      | CC des Campagnes de l'Artois | 4,42             | 308 (2022)                        | 70                 | modifier les données · modifier les données |
| Pommier                                  | 62664      | CC des Campagnes de l'Artois | 5,82             | 241 (2022)                        | 41                 | modifier les données · modifier les données |
| Puisieux                                 | 62672      | CC du Sud Artois             | 11,69            | 666 (2022)                        | 57                 | modifier les données · modifier les données |
| Ransart                                  | 62689      | CU d'Arras                   | 7,45             | 400 (2022)                        | 54                 | modifier les données · modifier les données |
| Rebreuve-sur-Canche                      | 62694      | CC des Campagnes de l'Artois | 8,28             | 188 (2022)                        | 23                 | modifier les données · modifier les données |
| Rebreuviette                             | 62695      | CC des Campagnes de l'Artois | 8,42             | 253 (2022)                        | 30                 | modifier les données · modifier les données |
| Rivière                                  | 62712      | CU d'Arras                   | 11,90            | 1 124 (2022)                      | 94                 | modifier les données · modifier les données |
| Sailly-au-Bois                           | 62733      | CC du Sud Artois             | 9,28             | 287 (2022)                        | 31                 | modifier les données · modifier les données |
| Saint-Amand                              | 62741      | CC des Campagnes de l'Artois | 5,45             | 119 (2022)                        | 22                 | modifier les données · modifier les données |
| Sars-le-Bois                             | 62778      | CC des Campagnes de l'Artois | 2,39             | 79 (2022)                         | 33                 | modifier les données · modifier les données |
| Sarton                                   | 62779      | CC des Campagnes de l'Artois | 6,60             | 187 (2022)                        | 28                 | modifier les données · modifier les données |
| Saulty                                   | 62784      | CC des Campagnes de l'Artois | 12,75            | 761 (2022)                        | 60                 | modifier les données · modifier les données |
| Savy-Berlette                            | 62785      | CC des Campagnes de l'Artois | 7,49             | 912 (2022)                        | 122                | modifier les données · modifier les données |
| Simencourt                               | 62796      | CC des Campagnes de l'Artois | 5,06             | 567 (2022)                        | 112                | modifier les données · modifier les données |
| Sombrin                                  | 62798      | CC des Campagnes de l'Artois | 6,61             | 206 (2022)                        | 31                 | modifier les données · modifier les données |
| Souastre                                 | 62800      | CC du Sud Artois             | 7,24             | 376 (2022)                        | 52                 | modifier les données · modifier les données |
| Le Souich                                | 62802      | CC des Campagnes de l'Artois | 5,11             | 194 (2022)                        | 38                 | modifier les données · modifier les données |
| Sus-Saint-Léger                          | 62804      | CC des Campagnes de l'Artois | 7,31             | 362 (2022)                        | 50                 | modifier les données · modifier les données |
| Thièvres                                 | 62814      | CC des Campagnes de l'Artois | 1,26             | 92 (2022)                         | 73                 | modifier les données · modifier les données |
| Tilloy-lès-Hermaville                    | 62816      | CC des Campagnes de l'Artois | 2,87             | 216 (2022)                        | 75                 | modifier les données · modifier les données |
| Tincques                                 | 62820      | CC des Campagnes de l'Artois | 10,68            | 808 (2022)                        | 76                 | modifier les données · modifier les données |
| Villers-Brûlin                           | 62856      | CC des Campagnes de l'Artois | 3,81             | 371 (2022)                        | 97                 | modifier les données · modifier les données |
| Villers-Châtel                           | 62857      | CC des Campagnes de l'Artois | 3,17             | 127 (2022)                        | 40                 | modifier les données · modifier les données |
| Villers-Sir-Simon                        | 62860      | CC des Campagnes de l'Artois | 2,47             | 136 (2022)                        | 55                 | modifier les données · modifier les données |
| Wanquetin                                | 62874      | CC des Campagnes de l'Artois | 10,18            | 737 (2022)                        | 72                 | modifier les données · modifier les données |
| Warlincourt-lès-Pas                      | 62877      | CC des Campagnes de l'Artois | 5,19             | 165 (2022)                        | 32                 | modifier les données · modifier les données |
| Warlus                                   | 62878      | CC des Campagnes de l'Artois | 5,43             | 379 (2022)                        | 70                 | modifier les données · modifier les données |
| Warluzel                                 | 62879      | CC des Campagnes de l'Artois | 4,02             | 215 (2022)                        | 53                 | modifier les données · modifier les données |
| Canton d'Avesnes-le-Comte                | 6207       |                              | 643,53           | 38 417 (2022)                     | 60                 | modifier les données                        |

## Démographie

### Démographie avant 2015
| 1962  | 1968  | 1975  | 1982  | 1990  | 1999  | 2006  | 2011  | 2012  |
| ----- | ----- | ----- | ----- | ----- | ----- | ----- | ----- | ----- |
| 8 494 | 8 275 | 7 696 | 8 073 | 8 459 | 8 307 | 8 712 | 9 078 | 9 088 |

### Démographie depuis 2015
En 2022, le canton comptait 38 417 habitants, en évolution de −1,09 % par rapport à 2016 (Pas-de-Calais : −0,72 %, France hors Mayotte : +2,11 %).
| 2013   | 2018   | 2022   |
| ------ | ------ | ------ |
| 38 650 | 38 426 | 38 417 |